# Colostygia infuscata
Colostygia infuscata là một loài bướm đêm trong họ Geometridae.